# Котове (заказник)
Ко́тове — ботанічний заказник місцевого значення в Україні. Розташований у межах Зіньківського району Полтавської області, біля села Хижняківка, що на північ від смт Опішні. 

## Загальний опис
Площа 200,6 га. Статус надано згідно з рішенням облради від 27.10.1994 року, розширено згідно з рішенням облради від 07.12.2011 року до площі 523,64 га. Перебуває у віданні ДП «Диканське досвідне лісомисливське господарство» (Опішнянське л-во, кв. 44, 45). 
Статус надано для збереження унікального лучно-болотного комплексу в заплаві річки Ворскли. Тут у заростях вільхи чорної з домішкою в'язу, ясена, ліщини звичайної та крушини ламкої зростають численні популяції рідкісних рослин, серед яких реліктовий хвощ великий. У трав'яному покриві також трапляються очерет звичайний, сідач коноплевий, плакун верболистий, гадючник в'язолистий, осока загострена, плетуха звичайна, яглиця звичайна, конвалія звичайна, куцоніжка лісова.
На ділянках з лучно-степовою рослинністю зростають види, занесені до Червоної книги України: косарики тонкі, зозульки м'ясочервоні та зозулинець болотний. 
У місцях, де збереглися старі лісові насадження зростають дуб звичайний, клен гостролистий, липа звичайна, граб звичайний та черешня. У трав'яному покриві трапляються шоломниця висока, дзвоники персиколисті, первоцвіт весняний. 
У заказнику гніздиться рідкісний птах журавель сірий, занесений до Червоної книги України та додатків міжнародних природоохоронних конвенцій.

## Галерея

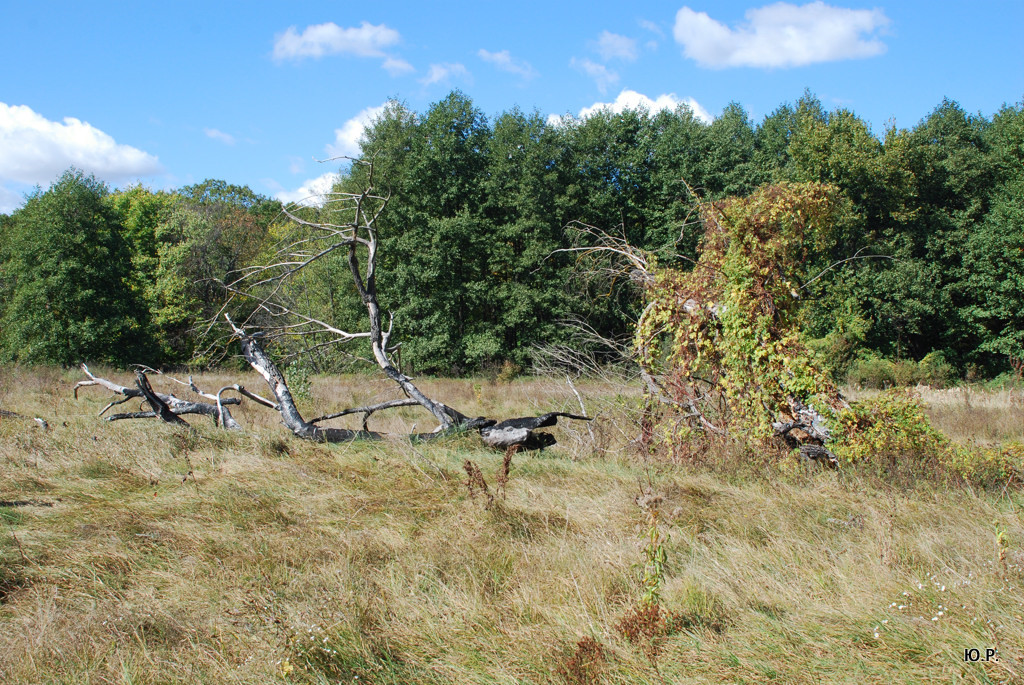
Котове
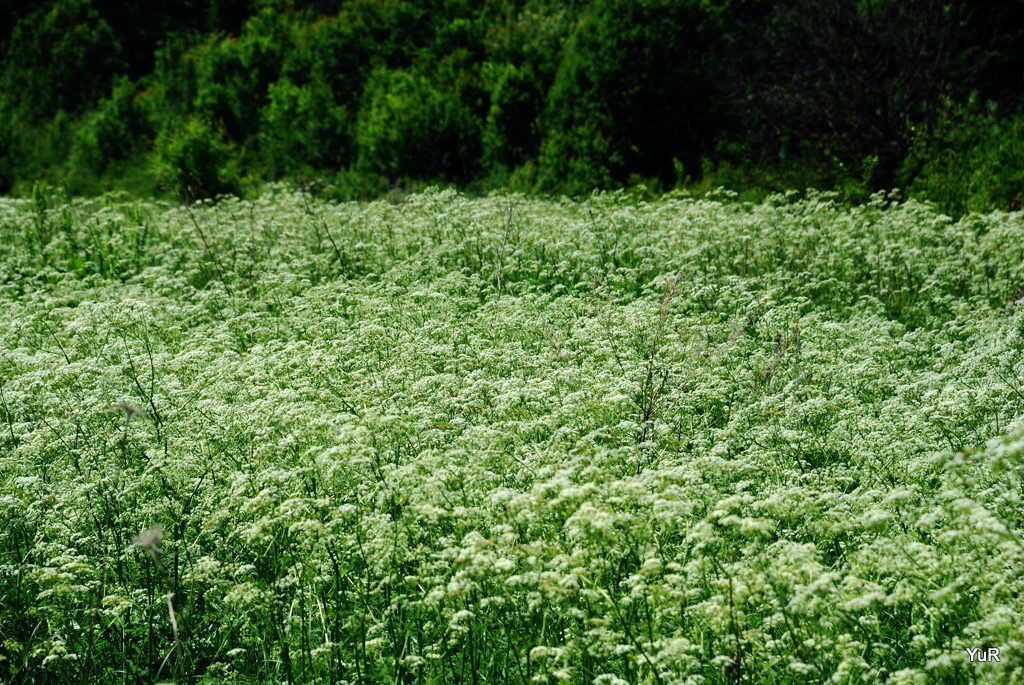
Котове
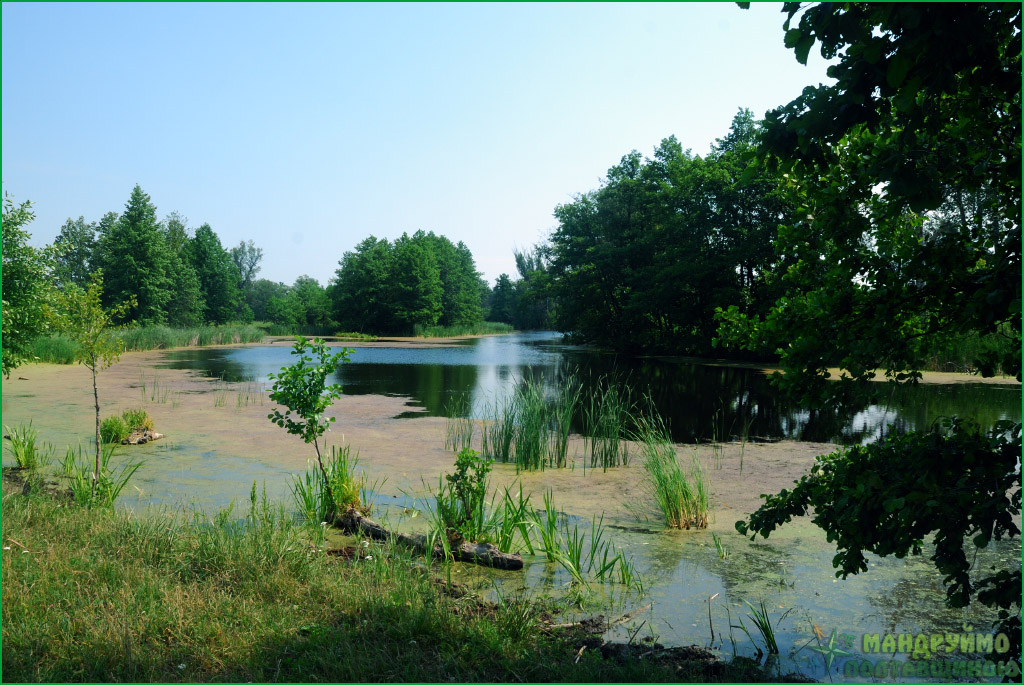
Котове
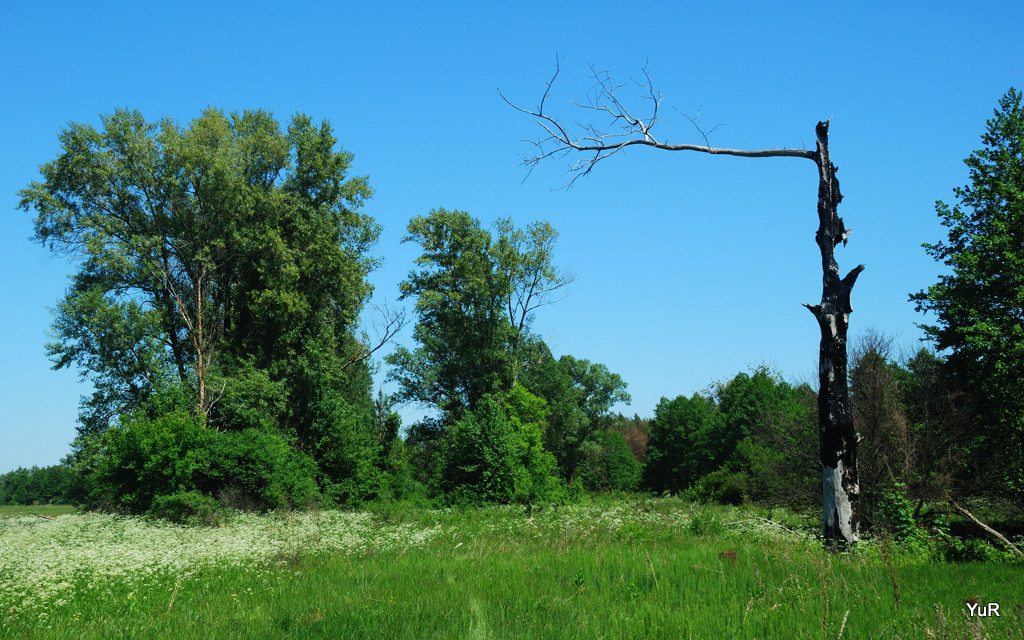
Котове